# Горнооряховски манастир
Горнооряховски манастир „Свети Пророк“ е мъжки български православен монастир от Великотърновската епархия.

## Местоположение
Разположен е на 2 km западно от град Горна Оряховица, под крепостта Раховец, и на 10 km от Велико Търново.

## История
Според археолози, на това място в древността е имало оброчище. Съществуването на обителта е датирано към 11 – 12 век; знае се, че през 1218 г. там е бил заточен Борил след идването на престола на династията на Иван Асен II.  По време на османското владичество манастирът е опожарен и изоставен.
Още в началото на 20 век, през 1908 година, започват първите проучвания на останките: открити са основите на църквата с размери 8 на 4 метра и зидове с дебелина над 1 метър, опасващи двора на манастира. Намерена е средновековна икона на Света Богородица, датирана към 16 век, която и до днес се пази в новопостроената черква.
Манастирската обител е отново построена през 1937 – 38 година година с дарения на местни жители, а храмът е осветен на 22 септември 1940 година. През 1941 година се сдобива с месингова камбана от Чехия, а е реставриран и изографисан през 1970-те години. Реставрационни и строителни работи текат и през 2006 година.
През 1973 година манастирът е обявен за паметник на културата от национално значение.